# Nová Ves nad Odrou
Nová Ves nad Odrou (německy Neueigen, Oderberg) byla německá obec na území nynějšího vojenského újezdu Libavá (okres Olomouc, Olomoucký kraj, pohoří Oderské vrchy). Obec zanikla po roce 1946.

## Historie
Obec se nacházela pod kopcem Strážný na komunikaci mezi Lipníkem nad Bečvou a Městem Libavá v nadmořské výšce 580 metrů. Vesnice Nová ves nad Odrou, byla založena kolem roku 1604 na základě privilegia Jiřího Bruntálského z Vrbna. V obci byl rychtářský větrný mlýn, hasičský sbor (1900), Bund der Deutschen (1890), Ortsviehversicherungsverein (1897), Landwirtschaftlicher Ortsverein a Ortsgruppe des deutschen Kulturverbandes (1927). Vodní mlýn se nacházel východním směrem v extravilánu obce v osadě Novoveský Mlýn (s č. 35) . Roku 1712 zde byla postavena kaple sv. Antonína Paduánského, která byla rozšířena v roce 1862 a nacházel se u ní malý hřbitov. Do roku 1779 obec spadala pod školu v Čermné, v roce 1808 postavena škola, která byla přestavěna roku 1931. Škola se nacházela vedle kaple. Farností spadala obec pod Lipník nad Bečvou, Jestřabí a od roku 1784 pod Čermnou. V roce 1768 zde byla vysazena svobodná rychta. Obec byla v letech 1768 a 1769 poškozena vichřicemi, v roce 1811 vyhořela polovina vsi a část polesí. Obec byla zničena po vysídlení německého obyvatelstva v roce 1946 a po vzniku vojenského prostoru.
| Rok            | 1835 | 1880 | 1900 | 1921 | 1930 |
| -------------- | ---- | ---- | ---- | ---- | ---- |
| Počet obyvatel | 335  | 271  | 492  | 248  | 255  |
| Počet domů     | 46   | 46   | 69   | 50   | 54   |

## Dnešní stav
Zbytky obce jsou zarostlé stromy, dodnes patrné ruiny budov, zachovány původní cesty. Na poničený hřbitov je umístěna malá informační cedule. Hřbitov je očištěn od náletových dřevin.

## Další informace
Obvykle jedenkrát ročně může být Nová Ves nad Odrou a její okolí přístupné veřejnosti v rámci cyklo-turistické akce Bílý kámen.

## Galerie

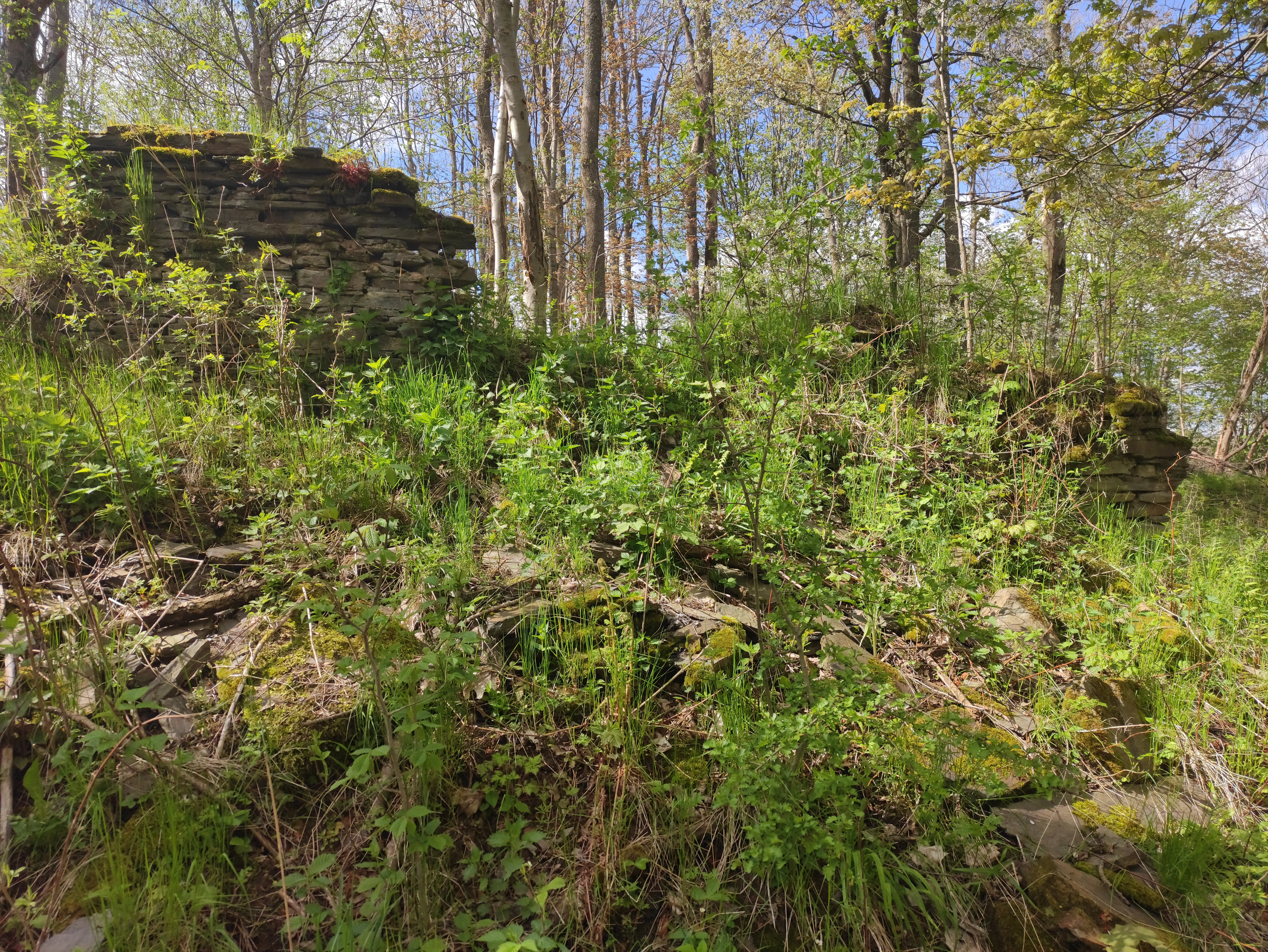
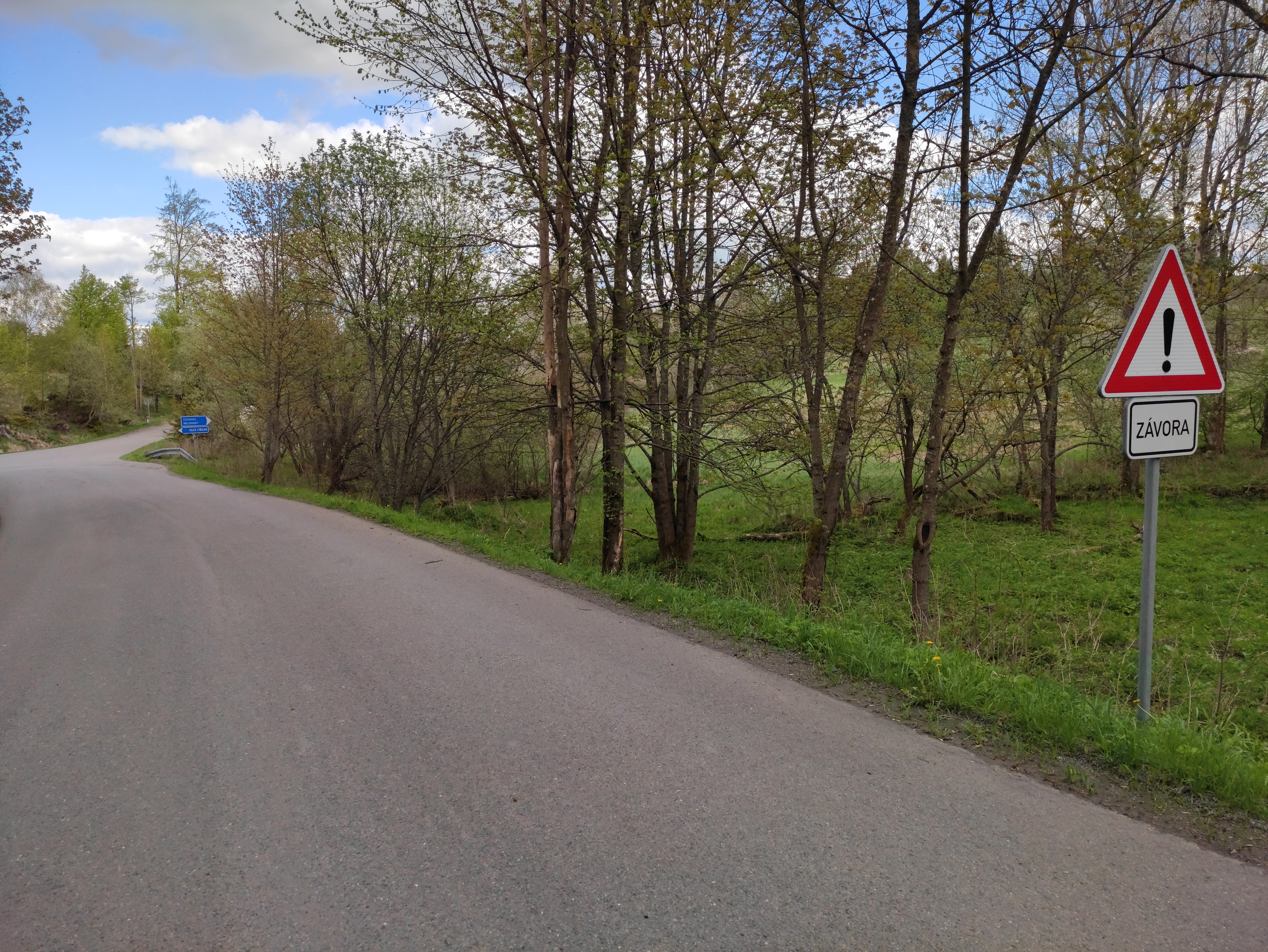
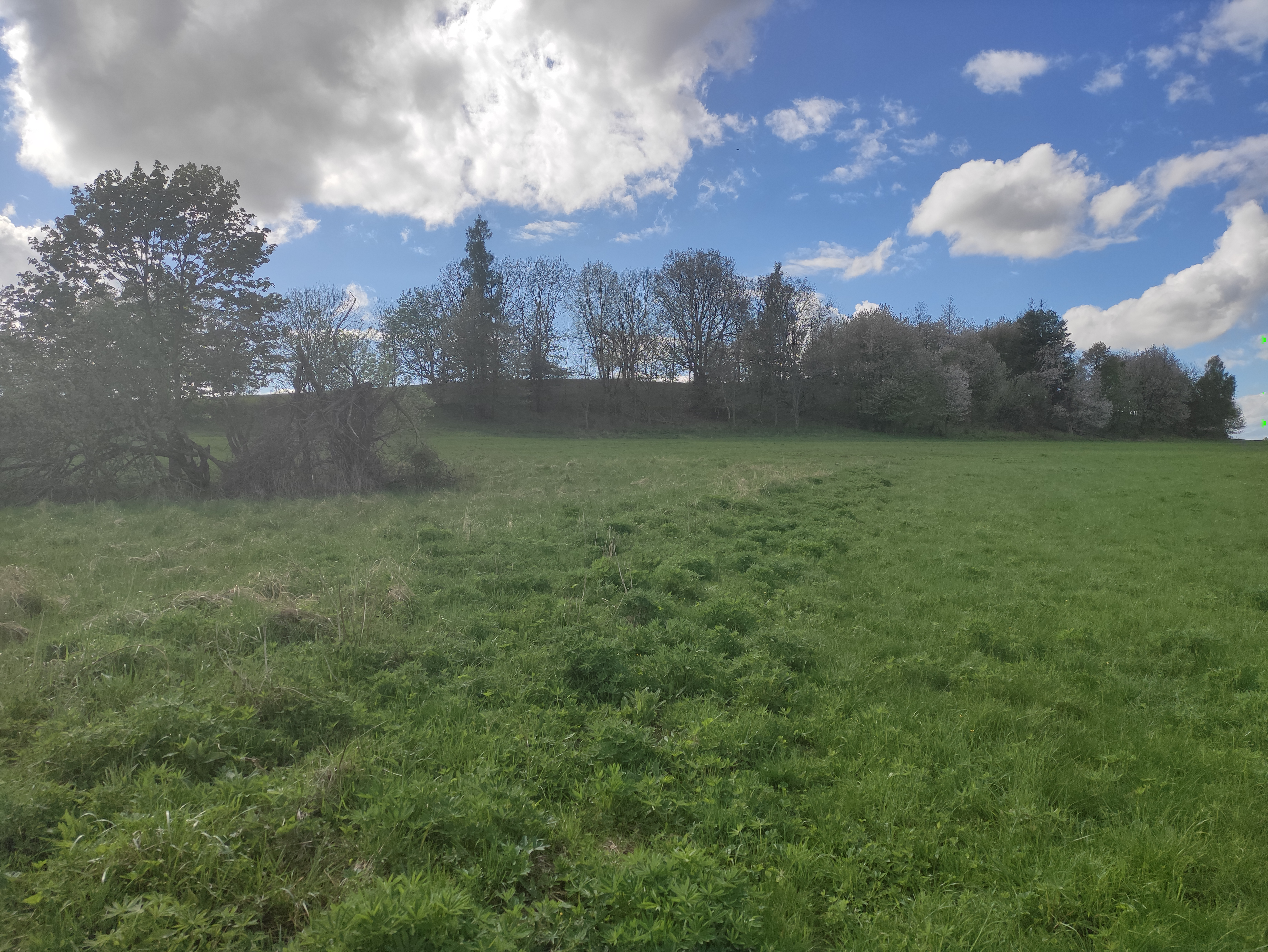
Kopec Strážný nad Novou Vsí nad Odrou